# Rana heatwolei
Rana heatwolei là một loài ếch trong họ Ranidae. Chúng là loài đặc hữu của Lào.
Các môi trường sống tự nhiên của chúng là các khu rừng ẩm ướt đất thấp nhiệt đới hoặc cận nhiệt đới và sông.
Tình trạng bảo tồn của nó hiện chưa đủ thông tin.